# مشكان العور
مشكان محمد العور Mashkan Al-Awar (1926 - توفيت2020)، هي باحثة كيميائية إماراتية، أول إماراتية تتخصص في الكيمياء، وأول إماراتية تعمل كمدرسة لمادة الكيمياء، شاركت في إعداد المنهج الموحد للكيمياء على مستوى دول مجلس التعاون الخليجي، اختارتها منظمة اليونيسكو لمنصب الرئيس المشارك للمسؤولية الإجتماعية في المجلس الإستشاري الدولي لتطوير الاستدامة في المنظمة بهونغ كونغ، لتصبح بذلك أول إماراتية، وأول سيدة عربية تتولى هذا المنصب الأممي الرفيع، في هذه المنظمة الدولية. وتنحدر الدكتورة مشكان العور من عائلة عرفت بحب العلم والتميز في نيله. متزوجة ولديها من الأبناء أربعة، كان تحرص على قسيم وقتها والتركيز بين العمل والعائلة خاصة أنها كانت تولي العائلة مكانة كبيرة وسط انشغالاتها العلمية.
ولدت بمدينة دبي، حاصلة على دكتوراة في علم البوليمرات بالكيمياء الفيزيائية عام 1996 من جامعة ويلز بالمملكة المتحدة، وبكاليوروس علوم جيوليوجيا وكيمياء من جامعة الإمارات العربية المتحدة عام 1990. شغلت مناصب عدة منها مديرة البحوث والدراسات في أكاديمية شرطة دبي بين 2012 و 2020 ورئيسة الشرطة النسائي لحدمة المجتمع بدبي. وكانت أستاذة زائرة لمركز أبحاث الفضاء «الاستشعار عن بعد» بجامعة بوسطن وأخر المناصب التي شغلتها الدكتورة مشكان العور هي منصب الأمين العام لمؤسسة زايد الدولية للبيئة، ومستشارة قطاع الأكاديمية والتدريب بشرطة دبي.

## وفاتها
رحلت العور يوم الأحد الموافق 26 يوليو 2020. بعد مسيرة مضيئة بالعطاء والإنجازات.

## الأبحاث والعضويات

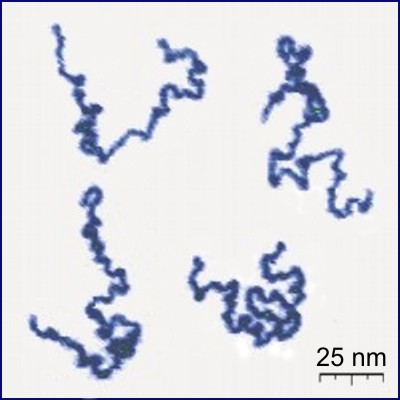

الدكتورة مشكان العور لديها العديد من الأبحاث المنشورة باللغتين العربية والإنجليزية سواء بالإنفراد أو بالشراكة مع علماء أجلاء، وقد ركزت في بحوثها ودراساتها العلمية على التقنيات العلمية الحديثة والصور الفضائية فقدمت مساهمات ومشاريع كثيرة. شاركت العور النشر العلمي مع الدكتور فاروق الباز أحد أبرز علماء الفضاء في العالم، وقد دعاها الدكتور الباز لتأليف فصل من كتاب حول تطبيقات الأستشعار عن بعد .
الدكتورة العور لديها أيضًا العديد من العضويات الفاعلة ، فقد مثلت العور دولة الإمارات في شبكة المراة العربية للعلوم والتكنولوجيا عام 2005م، كما تم اختيارها خبيرة على مستوى الشرق الأوسط للمشاركة في تاليف السيناريوهات ضمن تقرير توقعات البيئة العالمية الرابع لبرنامج الأمم المتحدة للبيئة، وكانت مسؤولة عن مركز البحوث والدراسات البيئية بجائزة زايد الدولية للبيئة. كما حصلت العور على العديد من العضويات الفاعلة في العديد من الجهات ذات العلاقة بالبيئة، فكانت عضوًا للجنة البيئية لمؤسسة حميد بن راشد النعيمي للتطوير والتنمية البشرية بعجمان. كما كانت عضو اللجنة العلمية لمؤتمر دبي العالمي للتصحر، ومؤتمر دبي العالمي لإدارة الموارد المائية في الألفية الثالثة 2002م.

## الجوائز
حازت على جوائز عدة منها:
- حازت عام 1999 جائزة الأداء الحكومي المتميز فئة «الموظفة الحكومية المتميزة».
- حاصلة على جائزة سيدتي للابداع والتميز في مجال العلوم والطب.
- جائزة السيدة المتميزة ضمن جائزة الشرق الأوسط الثالثة في مجال خدمة المجتمع.
- حازت شهادة رسمية من وكالة الفضاء الأمريكية (ناسا) لزرع اسمها في كوكب المريخ
- منحت منظمة اليونيسكو بهونغ كونغ مؤخراً، الدكتورة مشكان محمد العور مديرة، جائزة «المرأة القيادية في خدمة المجتمع» في دورتها الأولى التي غقدتها عام 2018م (لتصبح بذلك أول امرأة إماراتية وعربية تفوز بهذه الجائزة الدولية). وجاء اختيار العور، نظراً لمساهمتها في تحقيق أجندة الأمم المتحدة 2030، لأهداف التنمية المستدامة لخدمة المجتمع، وخاصة فئة الشباب والطلاب.
- تم اختيارها من قبل كليات الأدلة الجنائية بوصفها واحدة من أفضل عشرة علماء في مجال كيمياء الأدلة الجنائية.